# Megastigmus hoffmeyeri
Megastigmus hoffmeyeri är en stekelart som beskrevs av Walley 1932. Megastigmus hoffmeyeri ingår i släktet Megastigmus och familjen gallglanssteklar. Inga underarter finns listade i Catalogue of Life.